# Grands Goulets
Grands Goulets je soteska v francoskem departmaju Drôme, v zgornjem delu regulée de la Vernaison (ali doline Echevis), v zahodnem delu masiva Vercors.
Staro v skalo vklesano cesto, zgrajeno med letoma 1843 in 1854, ki je bila eden od dostopov do Vercorsa, na D518, je od leta 2008 zaradi pogostih plazov zamenjal predor.
Grands Goulets je uvrščena med slikovita območja za okolje in naravno območje ekološkega, živalskega in rastlinskega pomena Francije (Zone naturelle d'intérêt écologique, faunistique et floristique - ZNIEFF).